# 林剛史
林 剛史（はやし つよし、1982年8月15日 - ）は、日本の俳優。兵庫県神戸市出身。かつてはアミューズに所属していた。現在はフリー。

## 略歴
神戸市立神港高等学校情報処理科卒業。
阪神・淡路大震災で被災した経験から消防士に憧れ、消防の専門学校で学ぶ傍らバスケットボール選手としても活躍。
「BiDaN」のコンテストで関西地区グランプリに選ばれたことからファッションモデルとして活動を始める。2003年で俳優デビュー。
2004年、スーパー戦隊シリーズ『特捜戦隊デカレンジャー』にて、戸増宝児/デカブルー役で出演。
2011年、森本亮治と共に「劇団なんでやねん」を立ち上げる。
2016年3月、デビュー以来10年以上所属していたアミューズを退社し、以降はフリーランスで活動。
2021年8月、YouTubeチャンネル｢つよぽんとさんぽ」を開設。

## 人物
特技はバスケットボール、野球。左利き。愛称は「つよぽん」。同じく俳優の岩川幸司 とは親友関係。
苦手なものはチーズ系（ブルーチーズ、粉チーズなど）、納豆。
林は過去にもスーパー戦隊シリーズのオーディションを受けており、2003年の『爆竜戦隊アバレンジャー』では仲代壬琴 / アバレキラー役の最終オーディションまで残ったものの落選。翌2004年の『デカレンジャー』のオーディションで戸増宝児 / デカブルー役に採用され、本人曰く「戦隊を演じたかった」という夢を1年越しで叶えた形となった。
『デカレンジャー』で監督を務めた坂本太郎は、林について自分に厳しい面を持っており、撮影でOKが出てもやり直しを申し出るなど積極的だったと述べている。
女優・逢沢りなの大ファン。

## 出演

### テレビドラマ
- スカイハイ（2003年）
- マルサ!! 東京国税局査察部 第9話（2003年6月3日、関西テレビ）
- Stand Up!! 第4話（2003年7月25日、TBS）
- クニミツの政 第10話・最終話（2003年9月2日・9日、関西テレビ）
- 温泉へ行こう（2003年）
- 金曜エンタテイメント 「神様、何するの」（2003年12月5日、テレビ朝日）
- 特捜戦隊デカレンジャー（2004年2月15日 - 2005年2月6日、テレビ朝日） - 戸増宝児 / デカブルー 役
- 金曜エンタテイメント 「ハマの静香は事件がお好き2」（2004年6月11日、フジテレビ） - ホスト 役
- H2〜君といた日々 第7話・第8話（2005年2月24日・3月3日、TBS） - 月形耕平 役
- アストロ球団（2005年7月25日 - 10月3日、CS放送 / 8月10日 - 12月27日、テレビ朝日） - 主演・宇野球一 役
- 探偵ブギ（2006年1月10日 - 3月28日、東京MXテレビ） - 主演・阿木竜介 役
- ザ・コテージ（2006年7月7日、WOWOW） - 遠野敦 役
- 金曜エンタテイメント「踊る!親分探偵 -京都阿波踊り殺人事件-」（2006年9月22日、フジテレビ） - 板前見習い八木 役
- 週刊 赤川次郎 「迷いの季節」（2007年7月3日 - 9月25日、テレビ東京） - 伊藤明英 役
- 仮面ライダー電王 第30話「奥さん、花火どう?」（2007年8月26日、テレビ朝日） - 寺崎トオル 役
- 陽炎の辻〜居眠り磐音 江戸双紙〜（2007年7月19日 - 10月11日、NHK） - 別府伝之丈 役
- 女刑事みずき〜京都洛西署物語〜 最終話（2007年9月13日、テレビ朝日） - 沢渡剛 役
- ガリレオ 第1シリーズ（2007年10月15日 - 12月17日、フジテレビ） - 村瀬健介 役
- ROOKIES 第6話（2008年6月7日、TBS） - 淡口英智 役
- 陽炎の辻〜居眠り磐音 江戸双紙〜2（2008年9月6日 - 11月22日、NHK） - 別府伝之丈 役
- エゴイスト 〜egoist〜（2009年4月6日 - 5月29日、東海テレビ/フジテレビ） - 郷田俊介 役
- MR.BRAIN 第7話・第8話（2009年7月4日・11日、TBS） - 中西和夫 役
- LOVE GAME 第12話（2009年7月9日、読売テレビ・日本テレビ） - 遠藤剛司 役
- いのちの島（2009年11月23日、TBS） - 牛島泰一　役
- 853〜刑事・加茂伸之介（2010年1月14日 - 3月11日、テレビ朝日） - 酒井十一 役
- ハンチョウ〜神南署安積班〜 シリーズ3 第11話（2010年9月13日、TBS） - 中島 役
- 闇金ウシジマくん 第8話（2010年12月2日、MBS / 12月7日、TBS）
- 土曜ワイド劇場「終着駅の牛尾刑事VS事件記者冴子 森村誠一の完全犯罪の使者」（2010年12月18日、テレビ朝日） - 粕谷勇 役
- アスコーマーチ〜明日香工業高校物語〜 第1話（2011年4月24日、テレビ朝日） - 公平 役
- 私が恋愛できない理由 第2話（2011年10月24日、フジテレビ） - 咲のセフレ 役
- 戦国★男士 第18閃 - （2012年1月28日 - 、tvk 他） - 明智光秀 役
- クロヒョウ2 龍が如く 阿修羅編（2012年4月5日 - 6月21日、毎日放送/TBS） - 佐伯晃一 役
- ルーズヴェルト・ゲーム（2014年4月27日 - 6月22日、TBS） - 飯島健太 役
- 月曜ゴールデン「守護神・ボディーガード 進藤輝4」（2015年7月13日、TBS） - 堂園剛志 役
- レッドクロス〜女たちの赤紙〜（2015年8月1日・2日、TBS）
- 陽炎の辻〜居眠り磐音 江戸双紙〜 剣豪復活!（2016年12月30日、NHK） - 別府伝之丈 役

### 映画
- 特捜戦隊デカレンジャー THE MOVIE フルブラスト・アクション（2004年、東映） - 戸増宝児 / デカブルー 役
- 姦C（カシマシイ）（2005年、ネットムービー・東京映画社） - 宮本 役
- ザ・コテージ（2006年、渋谷シネ・ラ・セット） - 遠野敦史 役
- 幸福のスイッチ（2006年、東北新社・東京テアトル） - 鈴木裕也 役
- ユリシス（2006年、渋谷シネ・ラ・セット / 名古屋シネマスコーレ / 大阪シネ・ヌーヴォ） - ミチル 役
- 椿三十郎（2007年、東宝） - 寺田文治 役
- 銀色のシーズン（2008年、東宝） - 谷口悟 役
- 旅立ち〜足寄より〜（2008年、エム・エフボックス） - 高木雪彦 役
- 容疑者Xの献身（2008年、東宝） - 村瀬健介 役
- わたし出すわ（2009年）
- ヒーローショー（2010年、角川映画） - 香川拓也 役
- 紙風船 -秘密の代償-（2011年）

### オリジナルビデオ
- スーパー戦隊シリーズ - 戸増宝児 / デカブルー 役
  - 特捜戦隊デカレンジャー スーパービデオ 超必殺わざ勝負!デカレッドVSデカブレイク（2004年）
  - 特捜戦隊デカレンジャーVSアバレンジャー（2005年、東映）
  - 魔法戦隊マジレンジャーVSデカレンジャー（2006年、東映）
  - 特捜戦隊デカレンジャー 10 YEARS AFTER（2015年、東映）[8]
  - スペース・スクワッド ギャバンVSデカレンジャー（2017年、東映）
  - 特捜戦隊デカレンジャー 20th ファイヤーボール・ブースター（2024年、東映）[9]
- 東映太秦映画村プロデュースDVD 義経と弁慶（2005年、東映） - 弁慶 役

### 吹き替え
- パワーレンジャー・S.P.D.（2011年、東映チャンネル） - スカイ・テート / ブルーレンジャー（クリス・ヴァイオレット） 役

### Webドラマ
- 王様戦隊キングオージャー IN SPACE（2024年） - ドンキング（声） 役[10]

### インターネット番組
- 僕らの放課後バラエティ『ナイッシュー!』（2005年12月26日 - 2006年5月1日配信、GyaO）

### CM
- NTT「シグマリオン」インフォマーシャル
- am/pm（コンビニエンスストア）
- 牛角（2004年、デカレンジャー放送時間のみ）

### ミュージックビデオ
- FLOW「贈る言葉」
- DA2-DANZIN「ダッシュ＆キック」
- DA2-DANZIN「どうしても」

### 舞台
2005年
- TOKYO MEETS PROJECT vol.1「BANG！BANG！BANG！ -ちょっとだけ大作戦-」（2005年9月、シアターサンモール） - 主演・ススム 役

2006年
- Amuse Youth × SET Collaboration「ON LINE」（2006年6月、シアターVアカサカ） - 主演・エイト / 八代和樹 役
- 舞台「陥人 -どぽんど-」（2006年9月、東京グローブ座） - キャシオー 役

2007年
- ON LINE プロジェクト プロデュース公演 vol.2 「ルームシェア」（2007年5月、スペース・ゼロ） - 主演・上野 役

2008年
- テレビ東京・Studio Life・銀河劇場 プロデュース公演「カリフォルニア物語」（2008年2月、天王洲 銀河劇場） - 主演・ヒース 役
- 竹内まりやソングミュージカル「本気でオンリーユー」（2008年9月12日 - 10月5日、PARCO劇場） - 安原慎二 役
- WAKI組 プロデュース公演「THE FAMILY・絆」（2008年12月、シアターサンモール） - 主演・銀次 役

2011年
- AMUSE×PEOPLE×PURPLE「ORANGE」（2011年2月、PARCO劇場） - 消防隊 山倉士長 役
- 劇団なんでやねん旗揚げ公演「RING WANDERING」（2011年5月、新宿・SPACE107 / 2011年7月、大阪・HEPP HALL）
- 「PEACE MAKER〜新撰組参上〜」（2011年6月、シアターGロッソ） - 吉田稔麿 役
- 水木英昭プロデュースvol.12「蘇州夜曲」虎組公演（2011年7月、紀伊國屋ホール） - 坂崎 役
- 劇団なんでやねん「Missing Link」（2011年9月、シアターサンモール）

2012年
- Infinite「イケメン金融工学」（2012年7月、新宿・SPACE107 / 2012年8月、大阪・ABCホール）
- 舞台「VitaminZ」（2012年8月、前進座劇場） - 天童瑠璃弥 役
- PU-PU-JUICE 第13回公演「ブラック・パーティ」（2012年11月、下北沢・Geki地下Liberty） - 主演・リョウ役

2013年
- る・ひまわり（2013年）
  - 「ドリームジャンボ宝ぶね 〜けっしてお咎め下さいますな〜」（2013年1月、青山劇場・梅田芸術劇場メインホール） - 板垣退助 役

- 舞台「絶対彼氏。」（2013年3月16日 - 20日、シアター1010） - ガク・ナミキリ 役
- Infinite「Mores」（2013年4月、シアターサンモール）
- る・ひまわり（2013年）
  - 「英雄のうた」（2013年4月 - 5月、青山円形劇場） - 庭師 役
  - 「刑事・ル」（2013年7月、スペース・ゼロ）

- 舞台「サクラ大戦奏組〜薫風のセレナーデ〜」（2013年9月、天王洲 銀河劇場） - 坂本正之助 役
- る・ひまわり（2013年）
  - 「歳末明治座る・フェア 〜年末だよ!みんな集合!!〜」（2013年12月、明治座・NHK大阪ホール） - 中原信康 役

2014年
- your theatre 0号公演「トラベルモード 〜三銃士とダルタニャンにちなむ知られざる秘話〜」（2014年3月、紀伊國屋サザンシアター） - ダルタニャン 役
- る・ひまわり（2014年）
  - 「英雄のうそ」（2014年7月、恵比寿ガーデンルーム） - 落合 役

- PU-PU-JUICE 第二十・二十一回本公演「竜馬が生きる」「竜馬を殺す」（2014年11月、シアターサンモール） - 土方歳三 役
- る・ひまわり（2014年）
  - 「聖☆明治座るの祭典 〜あんまりカブると怒られちゃうよ〜」（2014年12月、明治座・梅田芸術劇場） - 荒木村重 役

2015年
- 演劇ユニット100点un・チョイス！旗揚げ公演「とけないまま、とけていく」（2015年1月、中目黒キンケロ・シアター） - 主演・東川 役
- ハイパープロジェクション演劇「ハイキュー!!」 - 烏養繋心 役
  - 「ハイキュー!!」（2015年11月14日 - 12月13日、AiiA 2.5 Theater Tokyo他）

2016年
- ハイパープロジェクション演劇「ハイキュー!!」 - 烏養繋心 役
  - 「ハイキュー!!」“頂の景色”（2016年4月8日 - 5月8日、AiiA 2.5 Theater Tokyo 他）
  - 「ハイキュー!!」“烏野、復活！”（2016年10月28日 - 12月4日、AiiA 2.5 Theater Tokyo 他）

- る・ひまわり「英雄の運命」（2016年9月17日 - 19日よみうり大手町ホール） - シューベルト 役

2017年
- 「デルフィニア戦記」第一章（2017年1月20日 - 29日、天王洲 銀河劇場） - バルロ 役
- さらば俺たち賞金稼ぎ団（2017年2月16日 - 22日、シアター1010） - アクアマリンの藍 役
- ハイパープロジェクション演劇「ハイキュー!!」 - 烏養繋心 役
  - 「ハイキュー!!」“勝者と敗者”（2017年3月24日 - 5月7日、TOKYO DOME CITY HALL 他）

- 水木英昭プロデュースvol.21「眠れぬ夜のホンキートンクブルース 第三章 〜覚醒〜」（2017年6月2日 - 11日、東京公演 : 紀伊國屋サザンシアター / 6月13日・14日、大阪公演 : ABCホール） - 春馬 役
- ハイパープロジェクション演劇「ハイキュー!!」 - 烏養繋心 役
  - 「ハイキュー!!」“進化の夏”（2017年9月8日 - 10月29日、TOKYO DOME CITY HALL 他）

- THE BAMBI SHOW～2ND STAGE～（2017年11月17日 - 23日、CBGKシブゲキ!!）
- ゆく年く・る年 冬の陣 師走明治座時代劇祭（2017年12月28日 - 31日、明治座 / 2018年1月13日、梅田芸術劇場メインホール） - 大野治長 役

2018年
- ハイパープロジェクション演劇「ハイキュー!!」 - 烏養繋心 役
  - 「ハイキュー!!」“はじまりの巨人”（2018年4月28日 - 6月8日、日本青年館ホール 他）
  - 「ハイキュー!!」“最強の場所（チーム）”（2018年10月20日 - 12月16日、TOKYO DOME CITY HALL 他）

- あなたも知らない舞台裏（2018年8月15日 - 19日、新宿村LIVE）

2019年
- SINGULAR～シンギュラ～（2019年2月14日 - 17日、全労済ホール / スペース・ゼロ）
- 「僕のヒーローアカデミア」The “Ultra” Stage（2019年4月12日 - 21日、天王洲 銀河劇場 / 4月26日 - 29日、サンケイホールブリーゼ） - オールマイト（トゥルーフォーム）役
- 舞台『誰かが彼女を知っている』（2019年8月15日 - 19日、赤坂RED/THATER） - 主演・大和 役
- る・ひまわり「明治座の変 麒麟にの・る」（2019年12月28日 - 31日、明治座） - 顕如 役

2020年
- 舞台「る・ぽえ」（2020年1月25日 - 2月2日、新国立劇場小劇場） - 「智恵子抄」 - 詩を暗唱する男 役 /「月に吠える」 - 室生屑星 役 /「中也と秀雄」 - 富永太郎 役
- 「僕のヒーローアカデミア」The “Ultra” Stage 本物の英雄（2020年3月6日 - 22日、ステラボール / 3月27日 - 4月5日、シアター・ドラマシティ） - オールマイト（トゥルーホーム） 役
- 100点un・チョイス！ 特別公演「本気だけどマジではない」（2020年10月2日・3日、ザ・ポケット）
- チャオ！明治座祭10周年記念特別公演『忠臣蔵 討入・る祭』（2020年12月28日 - 31日、明治座）

2021年
- 男〆天魚 vol.7「地獄」（2021年4月28日 - 5月2日、ザ・ポケット）
- 東京印公演 vol.21「『げんせんじゃ～！』～宝や旅館～2021」（2021年8月13日、CBGKシブゲキ!!） - 塩原 役（ゲスト）
- 朗読劇「アルセーヌ・ルパン〜ああ、哀しき怪盗紳士〜」（2021年10月24日、紀伊國屋ホール） - ガニマール警部 役
- ジャングルジャングル7（2021年12月8日 - 13日、ツイキャスプレミア配信）
- シン る・ひま オリジナ・る ミュージカ・る 第2部「ジャングルジャナイトクルーズ」（2021年12月30日、明治座） - 日替わりゲスト

2022年
- 象（2022年4月9日、KATT 神奈川芸術劇場大スタジオ）
- 朗読劇「シブヤクチュアリー」（2022年5月12日・15日、シアター風姿花伝） - 大山源太 役
- ジャングルジャングル7（2022年5月26日・28日、ツイキャスプレミア配信）
- 朗読劇「涙箱 vol.3」（2022年9月22日 - 25日、シアターシャイン） - 主演
- る・ひまわり公演「どうな・る家康」（2022年12月23日 - 26日、明治座 / 2023年1月8日、梅田芸術劇場）

2023年
- 朗読劇「涙箱 vol.4」（2023年2月9日 - 12日、シアターシャイン） - 主演
- 朗読劇「涙箱 vol.5」（2023年4月6日 - 9日、シアターシャイン） - 主演
- こと～築地寿司物語～明日への轍（2023年4月27日 - 30日、築地本願寺ブディストホール）
- ジャングルジャングル8（2023年7月26日、ツイキャスプレミア配信）
- 朗読劇「涙箱 vol.6」（2023年8月10日 - 13日、シアターシャイン） - 主演
- ジャングルジャングル9（2023年9月23日、ツイキャスプレミア配信）
- 朗読劇「涙箱 vol.7」（2023年10月6日 - 9日、シアターシャイン） - 主演

2024年
- 舞台「志立彩色学園アイドル科」（2024年2月21日 - 25日、バルスタジオ） - 綾瀬彩斗 役
- ブライボミュージカルシニア演劇2024「呪怨ぶらいど」（2024年6月20日 - 23日、上野ストアハウス）
- BL声劇「BLover」vol.4（2024年7月25日 - 28日、シアターシャイン）
- 朗読劇「涙箱 vol.8」（2024年9月5日 - 8日、シアターシャイン）
- 舞台「歌舞伎町シュガーナイト」(2024年11月20日 - 24日、バルスタジオ) - マサシ 役
- 舞台「蒲田行進曲」(2024年12月11日 - 15日、シアターグリーン BOX in BOX THEATER) - 主演 倉岡銀四郎 役

2025年
- 舞台「鬼背参り」(2025年1月29日 -2月2日、シアターサンモール)

2025年
- 劇団バルスキッチン 第43回公演『商店街グランドリオン』（2025年9月3日 - 7日〈予定〉、あうるすぽっと） - 川上浩史 役

### 玩具
- 特捜戦隊デカレンジャー SPライセンス（2017年10月）
- 特捜戦隊デカレンジャー SPライセンス -MEMORIAL EDITION-（2024年3月）

## 作品

### CD
| 発売日        | 楽曲タイトル                  | アーティスト名義 | 収録アルバム                                                    | 最高 順位 |
| ------------- | ----------------------------- | --- | --------------------------------------------------------------- | --------- |
| 2004年9月22日 | THE MOVIE VERSION! DEKARANGER | バン（載寧龍二）、ホージー（林剛史）、センちゃん（伊藤陽佑）、ジャスミン（木下あゆ美）、ウメコ（菊地美香）、テツ（吉田友一） | 特捜戦隊デカレンジャー オリジナルアルバム 特捜サウンドファイル3 | -位       |

- 「BLUE is the SKY」 歌：ホージー（林 剛史）

（2004年9月22日 特捜戦隊デカレンジャー キャラクターソングス / COCX-32876 収録）
（2004年12月22日 特捜戦隊デカレンジャー コンプリート ソングコレクション / COCX-33056 収録）
- 「THE MOVIE VERSION! DEKARANGER」 歌：デカレンボーイズ & ガールズ

（2004年12月22日 特捜戦隊デカレンジャー コンプリート ソングコレクション / COCX-33056 収録）